# نوروزآباد (بیله‌سوار)
نوروزآباد یک روستا در ایران است که در بخش انجیرلو واقع شده‌است.